# Yeremi Pino
Artikeln följer den spanska namnseden; faderns efternamn är Pino och moderns efternamn Santos.
Yéremi Jesús Pino Santos, känd som Yeremy, född 20 oktober 2002, är en spansk fotbollsspelare som spelar för Villarreal. Han spelar även för Spaniens landslag.

## Landslagskarriär
Pino debuterade för Spaniens landslag den 6 oktober 2021 i en 2–1-vinst över Italien, där han blev inbytt i den 49:e minuten mot Ferran Torres. Den 29 mars 2022 gjorde Pino sitt första mål i en 5–0-vinst över Island.

## Meriter
Villarreal
- Europa League-vinnare: 2021